# Werner Kiem
Werner Kiem, né le 30 novembre 1962 à Bolzano, dans le Trentin-Haut-Adige, est un biathlète italien.

## Biographie
Aux Championnats du monde 1986 et aux Jeux olympiques d'hiver de 1988, il gagne la médaille de bronze au relais avec Gottlieb Taschler, Johann Passler et Andreas Zingerle.
Son meilleur résultat individuel est une cinquième place aux mondiaux 1986, où il est cinquième de l'individuel. Il prend part à la Coupe du monde jusqu'en 1989.
Après sa carrière sportive, il devient un officiel dans la Fédération internationale de luge, en étant le vice-president.

## Palmarès

### Jeux olympiques d'hiver
| Épreuve / Édition | Individuel | Sprint | Relais |
| ----------------- | ---------- | ------ | ------ |
| JO 1988 Calgary   | 43e        | -      | Bronze |

### Championnats du monde
| Épreuve     | 1985 à Ruhpolding | 1986 à Oslo | 1987 à Lake Placid | 1989 à Feistritz |
| ----------- | ----------------- | ----------- | ------------------ | ---------------- |
| Individuel  | 30e               | 5e          | 20e                | -                |
| Sprint      | 34e               | -           | -                  | -                |
| Relais      | 8e                | Bronze      | 8e                 | 4e               |
| Par équipes |                   |             |                    | 4e               |

### National
- Champion d'Italie du sprint en 1986[1].